# Нюрюг (приток Вохмы)
Нюрюг — река в России. Исток находится в Даровском районе Кировской области, почти всё течение проходит по территории Октябрьского и Вохомского районов Костромской области. Устье реки находится в 93 км по левому берегу реки Вохмы. Длина реки составляет 74 км, площадь водосборного бассейна — 497 км².
Исток Нюрюга расположен в лесах в 40 км к северо-востоку от села Боговарово. Первые несколько сот метров проходят по Кировской области, остальное течение реки — по Костромской. Течёт на юг, после впадения Хмелевки поворачивает на запад. В среднем течении на левом берегу реки — деревня Лажборовица. Нюрюг впадает в Вохму ниже посёлка Воробьёвица.

## Данные водного реестра
По данным государственного водного реестра России относится к Верхневолжскому бассейновому округу, водохозяйственный участок реки — Ветлуга от истока до города Ветлуга, речной подбассейн реки — Волга от впадения Оки до Куйбышевского водохранилища (без бассейна Суры). Речной бассейн реки — (Верхняя) Волга до Куйбышевского водохранилища (без бассейна Оки).
Код объекта в государственном водном реестре — 08010400112110000041134.

### Притоки
(указано расстояние от устья)
- 19 км: река Лажборовица (лв)
- река Талица (пр)
- 30 км: река Шубаней (пр)
- река Избная (лв)
- река Долгая (пр)
- река Хмелёвка (лв)